# جان سی. فلمینگ
جان سی. فلمینگ (به انگلیسی: John C. Fleming) سیاست‌مدار و پزشک آمریکایی و نمایندهٔ پیشین حوزه انتخابیه چهارم لوئیزیانا از حزب جمهوری‌خواه ایالات متحده آمریکا در مجلس نمایندگان ایالات متحده آمریکا بود که نخستین بار در ۷ ژانویهٔ ۲۰۰۹ میلادی به عضویت این مجلس درآمد.